# Факултет за стране језике Универзитета Метрополитан
Факултет за стране језике је високошколска установа Универзитета Метрополитан. Наставу спроводи у Београду и Нишу.

## Студије
Основне академске студије
- Енглески језик у бизнису